# Neopsammodius blandus
Neopsammodius blandus är en skalbaggsart som beskrevs av Henry Clinton Fall 1932. Neopsammodius blandus ingår i släktet Neopsammodius och familjen Aphodiidae. Inga underarter finns listade i Catalogue of Life.